# Diprotodontia
Diprotodontia je red sa oko 155 vrsta torbarskih sisara uključujući kengure, valabije, posume, koale, vombate, i mnoge druge. Neki od izumrlih pripadnika reda su Diprotodon veličine nosoroga, i Thylacoleo, takozvani „torbarski lav”.

## Karakteristike
Skoro svi postojeći diprotodonti su biljojedi, kao što je bio slučaj i sa većinom sa izumrlih vrsta. Poznato je nekoliko insektivornih i omnivoronih diprotodonta, i Potoridae koji su skoro jedinstveni među kičmenjacima po tome što su uglavnom fungivorni, mada izgleda da su oni nastali kao relativno nedavne adaptacije iz biljnog biljnog načina života. Izumrli tilakoleonidi („torbarski lavovi”) su jedina poznata grupa koja je u velikoj meri ispoljavala karnivoriju.

## Fosilni zapis
Najraniji poznati fosil Diprotodontia datira iz kasnog oligocena (pre 23,03 - 28,4 miliona godina), a najranija vrsta koja se može identifikovati je Hypsiprymnodon bartholomaii iz ranog miocena.

## Klasifikacija
Do nedavno su postojala samo dva podreda u Diprotodontia: Vombatiformes koji su obuhvata vombate i koale, i Phalangerida koji je sadržavao sve ostale porodice. Kirsch et al. (1997) su porodice podelili u tri podreda. Pored toga, šest porodica Phalangeriformes je podeljeno je u dve nadfamilije.
Red Diprotodontia
- Suborder Vombatiformes
  - Family Vombatidae: vombati (tri vrste)
  - Family Phascolarctidae: koala (jedna vrsta)
  - Family †Ilariidae
  - Family †Maradidae
  - Family †Diprotodontidae
  - Family †Palorchestidae
  - Family †Thylacoleonidae[4]
  - Family †Wynyardiidae
- Suborder Phalangeriformes
  - Superfamily Phalangeroidea
    - Family Phalangeridae
    - Family Burramyidae
    - Family †Ektopodontidae

  - Superfamily Petauroidea
    - Family Tarsipedidae
    - Family Petauridae
    - Family Pseudocheiridae
    - Family Acrobatidae
- Suborder Macropodiformes
  - Family †Balbaridae
  - Family Macropodidae
  - Family Potoroidae
  - Family Hypsiprymnodontidae

† označava izumrlu porodicu, rod ili vrstu.

## Literatura
- Kear, Benjamin P.; Cooke, Bernard N.; Archer, Michael; Flannery, Timothy F. (novembar 2007). „Implications of a new species of the Oligo-Miocene kangaroo (Marsupialia: Macropodoidea) Nambaroo, from the Riversleigh World Heritage Area, Queensland, Australia”. Journal of Paleontology. 81 (6): 1147—67. doi:10.1666/04-218.1.